# Улуг-Хемський кожуун
Улуг-Хемський кожуун (тив.: Улуг-Хем кожуун) — район республіки Тива Російської Федерації. Центр — місто Шагонар.

## Загальні дані
Улуг-Хемський кожуун утворений у 1923 році, розташований у центральній частині республіки. Північна межа кожууна проходить по Куртушбинському хребту є південною межею Красноярського краю та по Уюкському хребту, який є південною межею Пій-Хемського кожууна. На півдні межує з Овюрським та Тес-Хемським кожуунами. Межа між Улуг-Хемським та Овюрським кожуунами проходить по хребту Західний Тану-Ола, з Тес-Хемським — Східний Тану-Ола. На північному сході межує з Кизилським кожууном, на південному сході з Чеди-Хольським, на південному заході з Дзун-Хемчикським, на заході та північному заході з Чаа-Хольським кожууном.

## Адміністративний поділ
Загальна площа Улуг-Хемського кожууна складає 5335,4 км кв., чисельність населення станом на 2015 рік — 18908 чоловік, щільність 3,6 чол. на км. кв. На території кожууна є міське та 9 сільських поселень з 23 населеними пунктами. Адміністративним центром є місто Шагонар, воно розташовано на відстані 115 км від центру республіки м. Кизила.
- Ариг-Узуу
- Арискан
- Ейлиг-Хем
- Іштії-Хем
- Ії-Тал
- Хайиракан
- Кок-Чираа
- Торгалиг
- Чати

## Рельєф
Рельєф в основному середньо гірський та низько гірський. Широкі міжгірські долини є основними землями, які використовуються для зрошуваного землеробства із злаковими та овочевими сільськогосподарськими культурами. Висота над рівнем моря досягає 2927 м.

## Клімат
Клімат різко-континентальний. Середньорічна температура повітря −15С, абсолютний мінімум −43С, абсолютний максимум +34,4 С, річна кількість опадів 219 мм, висота снігового покрову 25 см, період активної вегетації 125 днів.

## Гідрографія
Основні річки Верхній Єнісей (Улуг-Хем) та його притоки: Ежим, Барик, Ейлиг-Хем, Торгали, Шагонар. Окрім того є Саяно-Шушенське водосховище та невеликі запаси мінеральних вод. Режим річок визначається континентальністю клімату та гірським характером рельєфом. 70-80% річного стоку річки отримують за рахунок весняно-літнього танення снігового покрову у середньо гірському поясі а також за рахунок танення мерзлоти та літніх опадів, які викликають в окремі роки паводки. Ресурси мінеральних вод освоєні слабо.

## Корисні копалини
Вугілля, залізо, барит, флюорит, стронцій, рідкісноземельні метали, гравій та піщано-гравійна суміш для виробництва бетону, пісок, глина та суглинки для виробництва цегли. Однак з розвіданих родовищ використовується тільки Хайирканське родовище вапняку

## Економіка
Основою економіки є сільське господарство, провідну роль в якому відіграє тваринництво, яке в свою представлено вівчарством та козівництвом з розвинутим скотарством. Рослинництво спеціалізується на виробництві зерна, кормів, картоплі та овочів. Основними виробниками сільськогосподарської продукції є кооперативи.

## Соціальна сфера
Кожуун має розвинуту транспортну мережу, яка зв'язує всі населені пункти з кожуунним центром. Окрім того є великий лісгосп, метеостанція, друкарня місцевої газети. Соціальна сфера представлена будинком культури, центральною лікарнею, школами, гімназією, дитячою спортивною школою та школою мистецтв та дошкільними установами.
Окрім того кожуун віддалений від великих економічних районів, залізничних вузлів та промислових центрів. Відстань від районного центру до найближчих залізничних станцій — відповідно 541 км (Абаза) та 548 км (Абакан).